# Liebe ist unberechenbar
Liebe ist unberechenbar ist ein deutscher Fernsehfilm von Ingo Rasper aus dem Jahr 2021, der im Auftrag für Das Erste produziert wurde. In den Hauptrollen agieren Heino Ferch, Tanja Wedhorn und Michael Gwisdek. Die Uraufführung sollte ursprünglich am 12. Dezember 2020 beim Kinofest Lünen sein, allerdings wurde die Veranstaltung aufgrund der COVID-19-Pandemie abgesagt. Die Erstausstrahlung im Ersten fand am 15. Januar 2021 im Rahmen der Reihe Endlich Freitag im Ersten statt.

## Handlung
Mathematikprofessor Leonard Damovsky hat eine Sozialphobie. Er vermeidet den direkten Kontakt zu anderen Menschen und versucht Veranstaltungen mit vielen Personen fernzubleiben. Damovsky hat einen Forschungsauftrag zum Klimawandel in der Umgebung rund um Brandenburg, dem er ohne großartige soziale Interaktion nachgehen kann. Doch diese Idylle wird jäh zerstört, als der Leiter der Abteilung für Öffentlichkeitsarbeit der Universität, Stefan Bach, ihn für eine neue Vortragsreihe einsetzt, bei der den Studenten „die Magie der Zahlen“ nahegelegt werden soll. Zur Seite stellt er ihm Judith Kreuzer, mit der Bach intim befreundet ist. Obwohl sie eigentlich in einem Frühstückscafé auf dem Kampus arbeitet, braucht sie den Job, um in ihrer Wohnung, die künftig nur an Angestellte der Uni vermietet werden soll, bleiben zu können.
Der menschenscheue Damovsky versucht seine Mitarbeiterin abzuwimmeln, da er lieber allein arbeitet und sie auch für nicht qualifiziert genug hält. Doch er hat keine Chance. Bach besteht darauf. Nur widerwillig lenkt Damovsky ein und so zeigt sich schon am ersten Tag, wie unterschiedlich ihre Charaktere sind. Während der eine die menschliche Nähe vermeidet, sucht die andere regelrecht danach. Für Damovsky redet Kreuzer viel zu viel und ist meist auch zu laut.
Aber Kreuzer ist nicht sein einziges Problem. Sein Vater ist nach wiederholten Disziplinverstößen des Altersheims verwiesen worden, in dem er untergebracht war. Damovsky versucht sogleich einen neuen Platz zu besorgen, aber das erweist sich als schwierig. So muss Franz Damovsky vorerst mit bei seinem Sohn wohnen. Der ist genervt, denn seinem draufgängerischen Vater sind keine Späße zu derb und so ist die ersehnte Ruhe erst einmal dahin.
Als Bach Franz Damovsky begegnet, den er aus seinen früheren Jahren als berühmten Komiker kennt, hat er die Idee, dass Franz den ersten mathematischen Vortrag seines Sohnes mitgestalten sollte. Um das zu überstehen, muss sich Leonard ausreichend mit Medikamenten versorgen, die leider auch starke Nebenwirkungen haben und ihn schläfrig machen. Er weiht deshalb Judith Kreuzer in sein Problem ein, die entsprechend ihrer sozialen Ader zu helfen versucht, wo sie nur kann. Sein Vater ist dagegen weniger taktvoll und blamiert seinen Sohn nach Strich und Faden.
In der Folge lässt Bachs Chefin das Lehrprojekt absetzen und schickt Leonard zurück an seine Forschungsarbeiten. Er könnte zufrieden sein, doch macht ihm sein Vater erneut Ärger, denn dieser hat entschieden sich um sich selbst zu kümmern und ist verschwunden. Nach stundenlanger Suche gemeinsam mit Judith, findet er ihn nach einem Kreislaufzusammenbruch im Krankenhaus. Hier haben beide endlich die Gelegenheit, sich ein wenig miteinander auszusprechen. Franz sagt nun seinem Sohn zum ersten Mal, dass er stolz auf ihn ist.
Leonard ist inzwischen davon überzeugt, dass das angedachte Mathematik-Lehrprogramm eigentlich Potenzial besitzt. Er möchte die Dekanin davon überzeugen, es nicht zu streichen, sondern unter seiner Anleitung von Judith, die er in den letzten Tagen schätzen gelernt hat und die ein bemerkenswertes pädagogisches Talent besitzt, ausführen zu lassen. Als er Judith seine Idee vorstellen will, erreicht er sie nicht und ihr Langzeitliebhaber Bach erklärt ihm, sie würden beide nach Manchester fliegen, wo er ein Angebot bekommen hätte. Irritiert muss sich Leonard etwas sammeln, fasst all seinen Mut zusammen und fährt ihr zum Flugplatz nach. Unter Überwindung seiner Menschenphobie „kämpft“ er sich durch die wartenden Passagiere und holt Judith zurück.

## Entstehung und Veröffentlichung
Liebe ist unberechenbar wurde unter dem Arbeitstitel Nicht ihr Ding vom 5. August 2019 bis zum 4. September 2019 in Berlin und Umgebung gedreht. Für den Film zeichnete die Moviepool GmbH verantwortlich.
Heino Ferch und Tanja Wedhorn standen bereits im August 2018 gemeinsam für den Fernsehfilm Liebe verjährt nicht vor der Kamera. Für Michael Gwisdek, der den Vater des Mathematikprofessors spielt, war es seine letzte Rolle. Der Schauspieler starb im September 2020 nach einer kurzen, schweren Krankheit.
Die Erstausstrahlung von Liebe ist unberechenbar wurde in Deutschland am 15. Januar 2021 von 6,00 Millionen Zuschauern gesehen und erreichte somit einen Marktanteil von 17,0 % für Das Erste.

## Kritik
Rainer Tittelbach von tittelbach.tv meinte: „‚Liebe ist unberechenbar‘ […] bringt Sommer und Sonne in die grauen Januartage. Es ist ein lebenskluger Wohlfühlfilm, der sein Herz für Außenseiter unaufdringlich an die Zuschauer bringt. Das beginnt bei der Dramaturgie und setzt sich sehenswert in der luftig-leichten Inszenierung fort.“ Der Film beginnt „mit Screwball-Comedy-Situationen, besitzt ernsthafte Dramedy-Momente und gewinnt selbst noch dem oft gesehenen romantischen Last-Minute-Rescue am Flughafen etwas Neues ab.“
Oliver Armknecht wertete für film-rezensionen.de sehr kritisch und stellte fest: „‚Liebe ist unberechenbar‘ macht keinen Hehl draus, eine dieser Liebeskomödien zu sein, bei denen zwei Figuren eigentlich gar nicht zusammenpassen und doch füreinander bestimmt sind. Dass der Film sich mit diesem Titel selbst ad absurdum führt, scheint niemanden wirklich zu stören. […] Tatsächlich ist hier alles so streng nach Erwartungen genormt, dass man sich wundern darf, wie das Filmteam die Dreharbeiten überhaupt im Wachzustand zu Ende führen könnte. Hier gibt es nichts, das in irgendeiner Form mutig oder überraschend wäre, nichts das irgendwie anecken könnte. Die TV-Produktion ist typische Konfektionsware, die den schlechten Ruf des belanglosen Fernsehens nicht unbedingt verbessern wird. […] Leider scheitert ‚Liebe ist unberechenbar‘ aber insgesamt an der Aufgabe, ansprechende Abendunterhaltung zu gestalten.“ Aufgrund der sehr unterschiedlichen Charaktere hätte man ein „interessantes Figurenporträt machen können. Leider zeigt sich ‚Liebe ist unberechenbar‘ aber auch in der Hinsicht als sehr oberflächlich, will in wenigen Minuten aufarbeiten, was ein Leben lang falsch gelaufen ist. Tragisch ist dabei vor allem, dass es sich um den letzten Auftritt von Gwisdek handelt […] und ein würdigeres Finale verdient hätte als das hier.“
Die Süddeutsche Zeitung nannte die Komödie lediglich einen „unterhaltsame[n] und kurzweilige[n] Fernsehfilm.“
Bei Prisma.de schrieb Hans Czerny: „Dass der Professor einen vormals berühmten, jetzt aber nur noch versoffenen Komödianten zum Vater hat, gibt dieser Freitagskomödie dann einen hübschen Dreh. Michael Gwisdek ist in dieser Altenrolle.“ Er ist dabei „umwerfend komisch. Frei nach dem Slogan: ‚Einmal berühmt, immer berühmt‘ […] weist [er] dem genervten Mathematiker den späten späten Weg zurück ins Leben. Schade, dass die Regie […] die Künstlichkeit des […] Drehbuchs […] überdreht, statt sie zurückzunehmen. Auch auf dem Freitagsboulevard ist in solchen Fällen Understatement angebracht.“